# Jaime Moreno
Jaime Moreno Morales (Santa Cruz de la Sierra, 19 januari 1974) is een Boliviaans voormalig voetballer. Hij speelde als aanvaller bij verschillende clubs in de Boliviaanse hoogste divisie en de Major League Soccer. Tussendoor kwam hij ook uit voor Middlesbrough. Hij werd eenmaal topscorer van de Major League Soccer.

## Interlandcarrière
Moreno speelde 75 interlands voor Bolivia, waarin hij negen keer scoorde. Hij maakte zijn debuut op 11 juli 1991 in de Copa América-wedstrijd tegen Colombia (0-0) in Viña del Mar. Hij werd in dat duel na 69 minuten vervangen door Carlos Borja. Zijn eerste doelpunt voor de nationale ploeg maakte hij op 27 mei 1993 in de met 2-1 gewonnen wedstrijd tegen Paraguay in Cochabamba. Moreno nam met zijn vaderland deel aan het WK voetbal 1994 in de Verenigde Staten, waar de ploeg niet verder kwam dan de eerste ronde. Hij maakte tevens deel uit van de selectie die in 1997 als tweede eindigde bij de strijd om de Copa América in eigen land.

## Erelijst
- Topscorer Major League Soccer

Winnaar: 1997 (16)
- Kampioen Major League Soccer

Winnaar: 1996, 1997, 1999, 2004
- Major League Soccer Supporters' Shield

Winnaar: 2007
- Lamar Hunt U.S. Open Cup

Winnaar: 1996, 2008
- CONCACAF Champions League

Winnaar: 1998
- Copa Interamericana

Winnaar: 1998